# Střížov (Drahanovice)
Střížov je vesnice, část obce Drahanovice v okrese Olomouc. Nachází se asi 1,5 km na západ od Drahanovic. V roce 2009 zde bylo evidováno 138 adres. V roce 2001 zde trvale žilo 274 obyvatel.Ve Střížově se nachází modelová železnice.
Střížov leží v katastrálním území Ludéřov o výměře 6,44 km2.

## Historie
První zmínka o vesnici je z roku 1287.

## Památky
- kaple Panny Marie z 2. čtvrtiny 19. století
- socha svatého Jana Nepomuckého z roku 1735
- Pieta z 30. let 18. století

## Osobnosti
- František Večeřa-Střížovský (1888–1952)[7] – katolický kněz, básník, hudební skladatel, spoluautor kancionálu Boží cesta.

## Fotogalerie

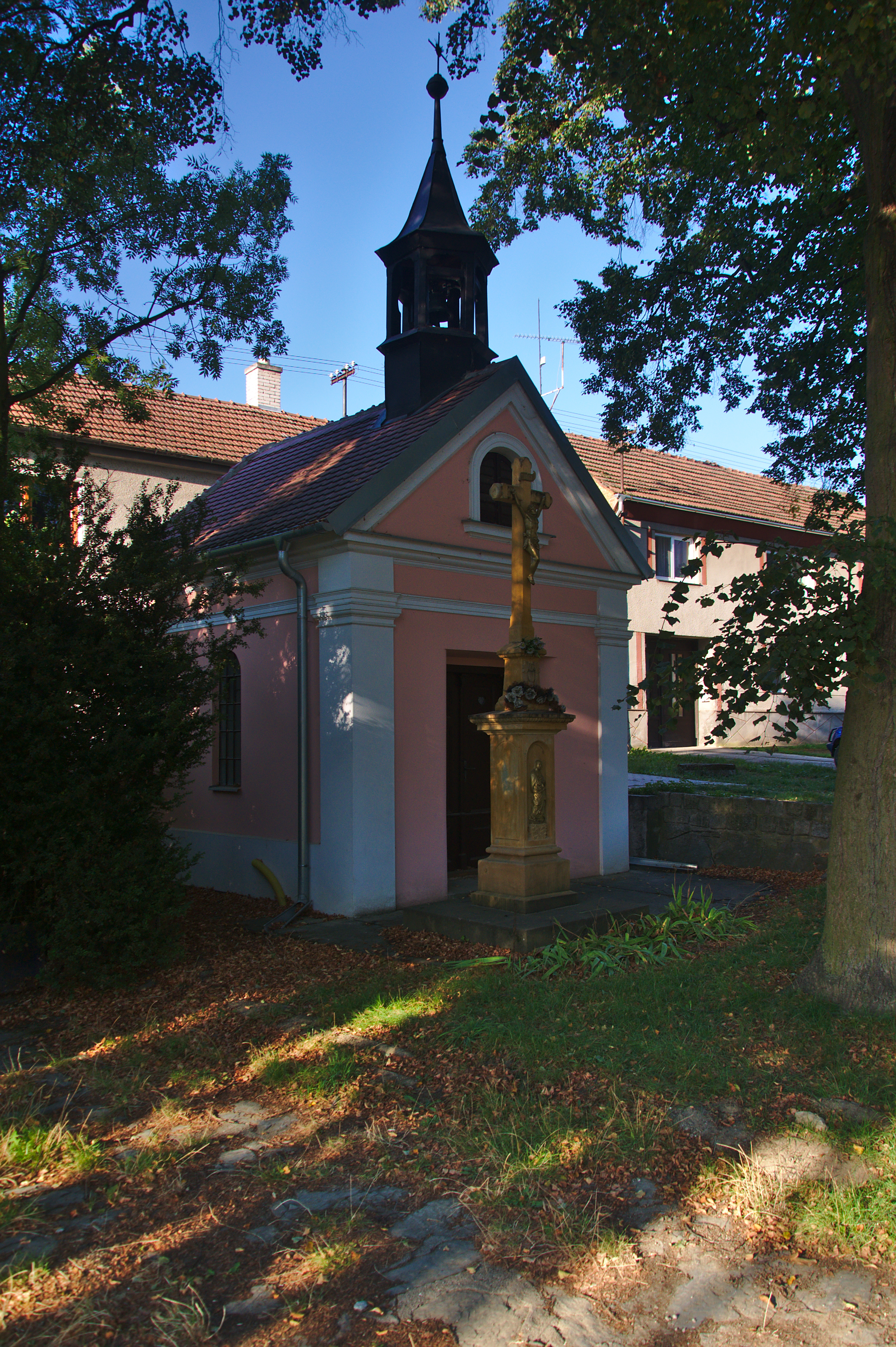
Kaple Panny Marie
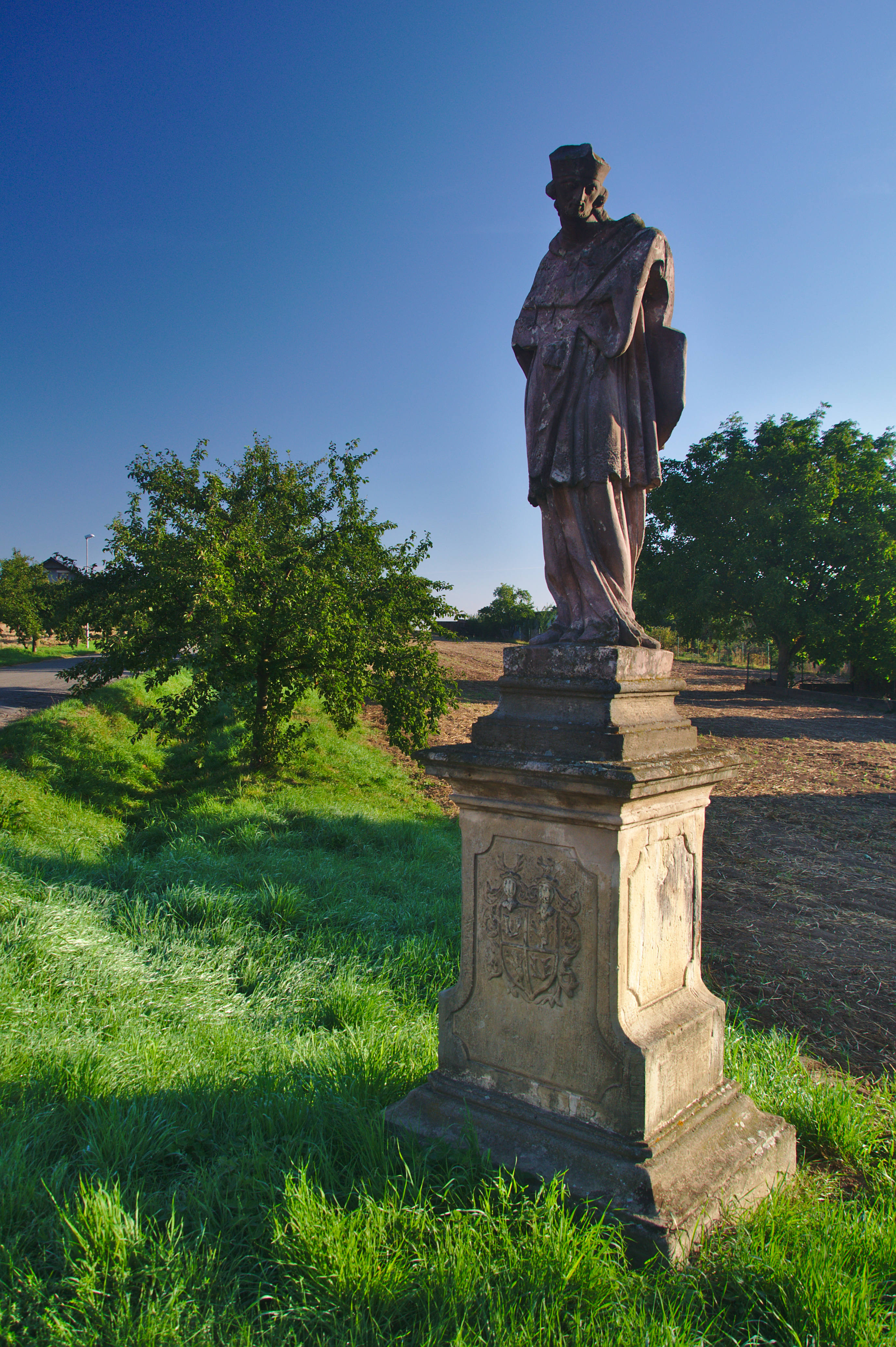
Socha svatého Jana Nepomuckého
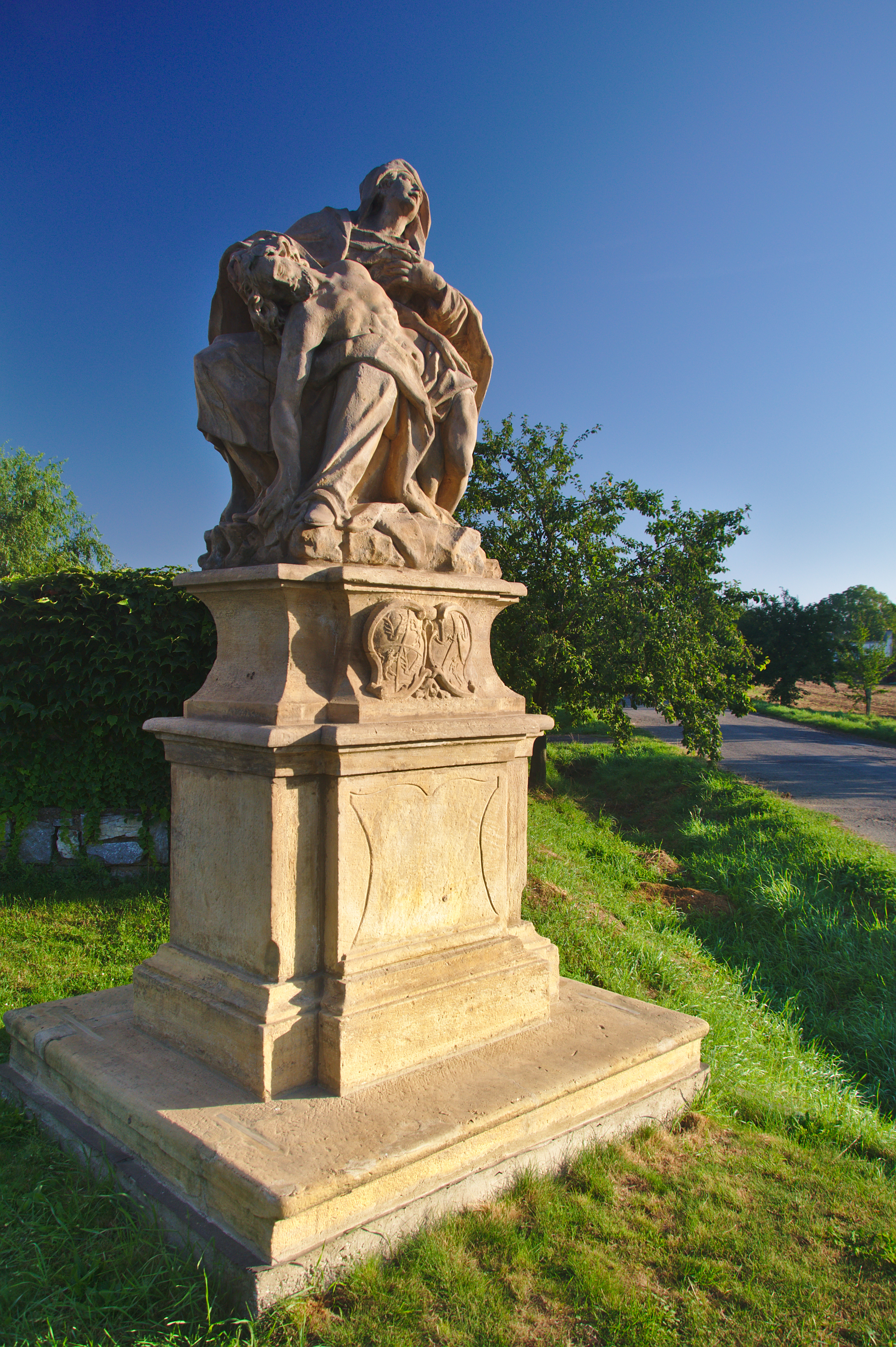
Sousoší Piety
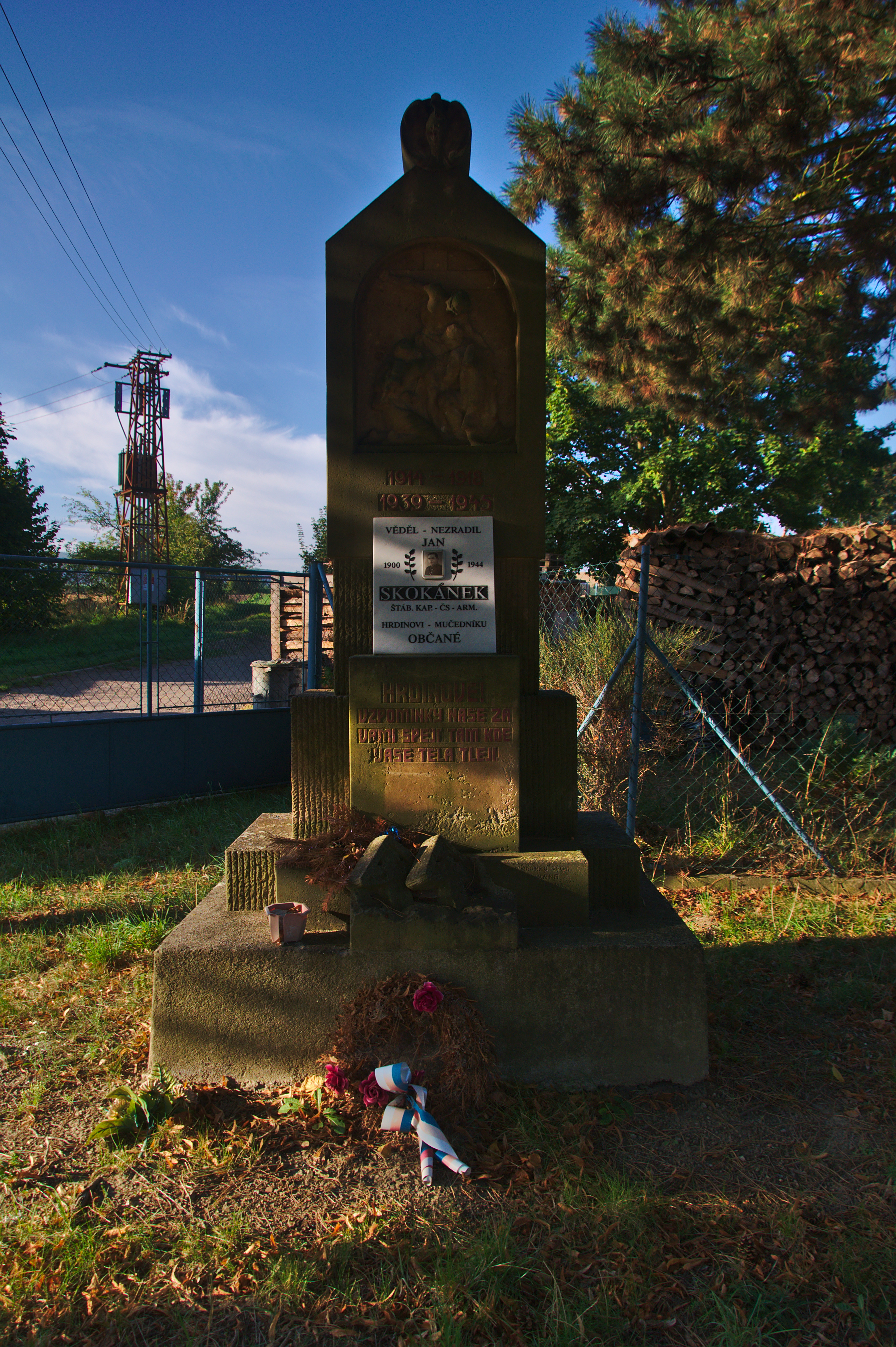
Památník obětem světových válek
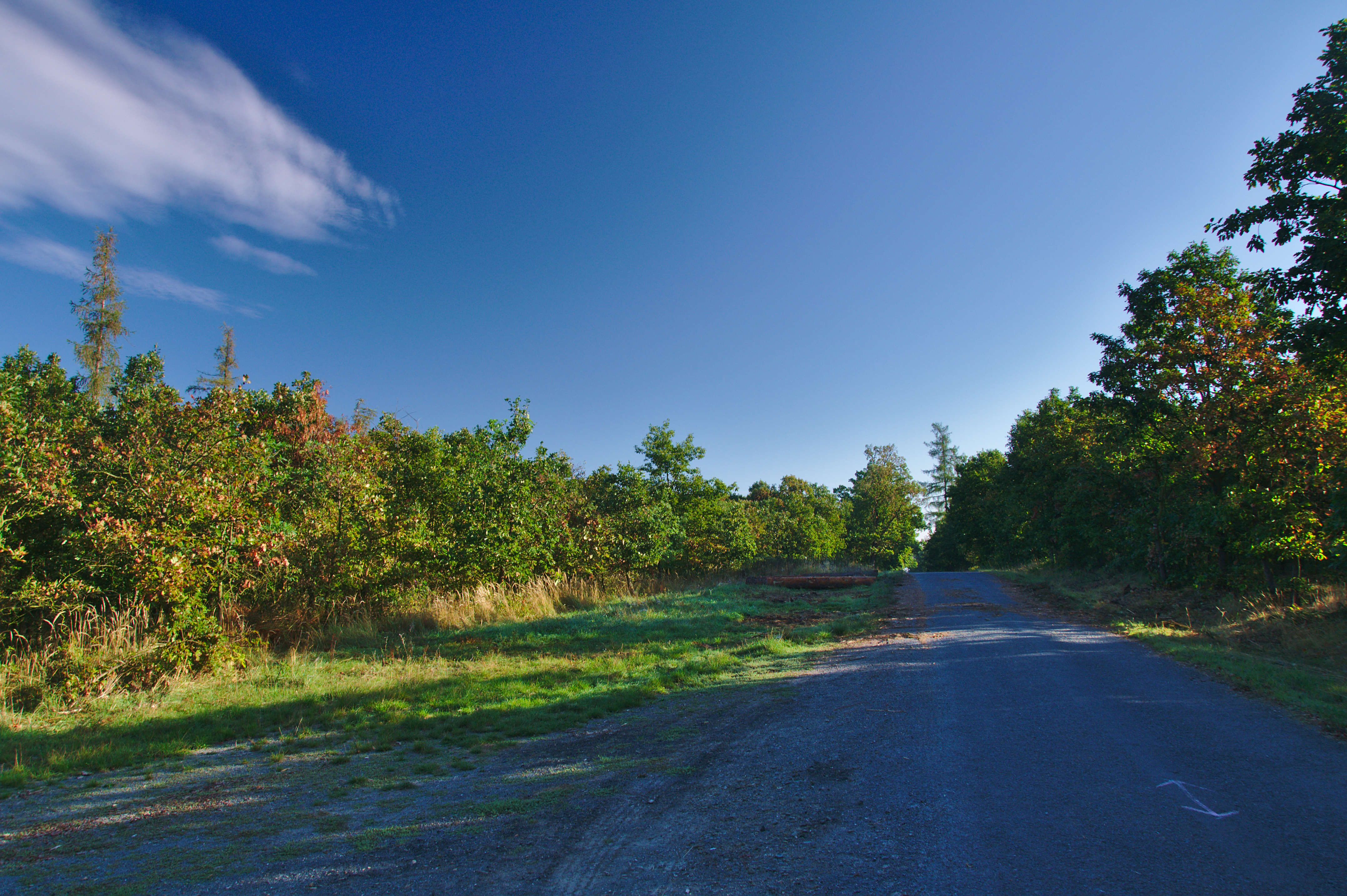
Přírodní park Terezské údolí